# 中新二號
中新二號人造衛星（ST-2），2011年5月21日在法屬圭亞那順利發射升空，由三菱電機製造、中華電信與新加坡電信共同擁有主控權（由中華電信與新加坡電信分別出資38%與62%成立的合資公司籌劃發射），取代年限屆滿而退役的中新一號衛星，為台灣第二顆以通訊為主的商業衛星。ST-2衛星為赤道上空3萬6千公里之同步軌道衛星，使用C頻段及Ku頻段提供服務，服務涵蓋範圍包括亞洲、印度、地中海及中東地區，衛星壽齡超過15年。由於中華電信與新加坡電信分別由中華民國政府與新加坡共和國政府控制，因此該衛星亦為中華民國政府第二顆擁有主控權的衛星。

## 簡介
中新二號衛星是由中華電信與新加坡電信合資3.5億美元共同開發，中華電信持有38%股權，新加坡電信持有約62%，委由三菱電機建造，2011年3月7日製造完成，2011年4月5日運抵法屬圭亞那，交由亞利安航太公司發射。在庫魯發射場入口處，可看到亞利安航太準備的中華民國國旗迎風飄揚。
中華電信與新加坡電信共同投資中新二號衛星，台北時間2011年5月21日凌晨4時38分在法屬圭亞那庫魯航太中心升空，為台灣第二顆以通訊為主、並擁有主控權的商業衛星。
中新二號衛星發射升空後，須費時8到10天才會抵達預定的東經88度軌道上，覆蓋範圍包括東南亞、中亞到中東，比中新一號涵蓋區域更廣泛、衛星發射功率也更大。中新二號預計任務壽命15年，優於中新一號12年的壽命，可提供更強、更優質的功能。中新二號啟用，也象徵台灣衛星通訊產業正式由類比電視轉入高畫質數位電視時代。
亞利安航太評估天候條件與測試狀況，認定當地時間2011年5月20日的17時38分至19時10分為合適發射時間。中新二號衛星為同步軌道衛星，使用C頻段及Ku頻段提供服務，中華電信與新加坡電信將按照持股比率分配頻道數。
2016年10月8日，中新二號衛星切斷承接中新一號的舊訊號，接收新訊號要更新衛星天線；為此，2016年5月24日，立法院會議三讀通過《財團法人原住民族文化事業基金會設置條例》修正條文，第4條排除《公共電視法》第7條第2項「電波頻率不得租賃、借貸或轉讓」的限制，允許原住民族電視台透過公共電視文化事業基金會電波頻率播送節目，保障偏鄉收視權益不受中新一號終止服務影響。
2023年3月，中華電信與新加坡電信宣佈開發代號為ST-X的中新二號繼任衛星。

## 外部連結
- 國家太空中心 （页面存档备份，存于）